# Guerra civil peruana de 1843-1844
La guerra civil peruana de 1843-1844, conocida también como la revolución constitucional de 1843-1844 o la Revolución de Arequipa de 1844, fue un conflicto que enfrentó a las fuerzas revolucionarias o constitucionales encabezadas por los generales Ramón Castilla y Domingo Nieto y las fuerzas directoriales o gobiernistas del general Manuel Ignacio de Vivanco, entonces Supremo Director de la República. La batalla final se libró en Carmen Alto, cerca de Arequipa, donde vencieron los constitucionales, quienes pusieron así fin a la anarquía que reinaba en el país desde 1842 y entregaron el poder a quien legítimamente le correspondía, el presidente del Consejo de Estado Manuel Menéndez.

## Contexto

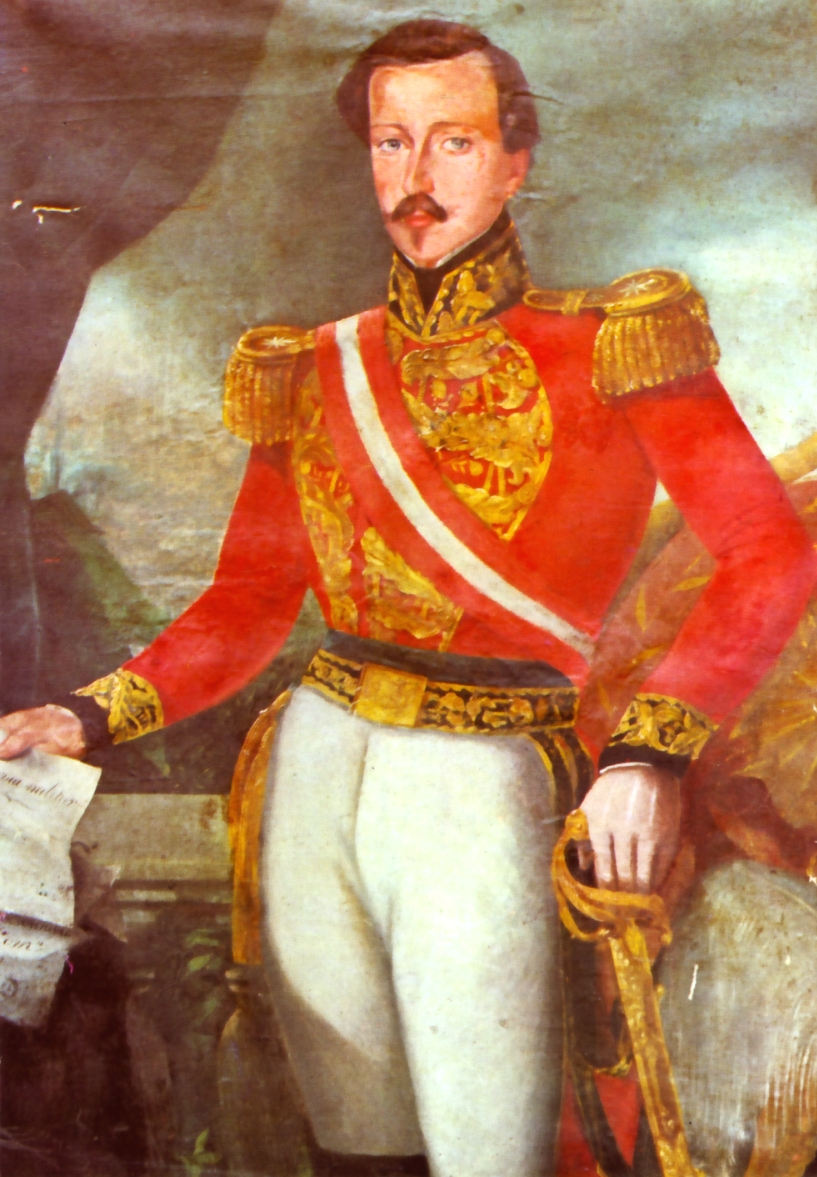
Manuel Ignacio de Vivanco, general y político peruano. Supremo Director de la República (1843-44).

Tras la muerte del presidente peruano Agustín Gamarra durante la guerra con Bolivia de 1841, asumió el poder el presidente del Consejo de Estado, Manuel Menéndez. Tras contener la invasión boliviana y firmar la paz con el vecino país, Menéndez acabó siendo derrocado. El Perú quedó sumido en la anarquía. Varios generales se disputaron el poder. Tras sucesivos golpes de estado subieron al poder Juan Crisóstomo Torrico, Juan Francisco de Vidal y Manuel Ignacio de Vivanco. Este último instauró un gobierno autoritario y conservador, que denominó el Directorio.

## Estallido de la Revolución Constitucional
Los generales Domingo Nieto, Ramón Castilla y Manuel de Mendiburu se propusieron acabar con el gobierno de facto de Vivanco y restablecer a la autoridad legítima, es decir, a Menéndez. Como su meta era restaurar la Constitución de 1839, el alzamiento fue denominado “revolución constitucional”, la misma que se inició en Tacna el 17 de mayo de 1843. Se organizaron milicias en Tacna y Moquegua, para apoyar la revolución, sumándose igualmente algunas unidades del ejército regular.
Vivanco envió al sur peruano una división al mando de su ministro de guerra, general Manuel de la Guarda, para fortalecer a las guarniciones que ya existían en esa zona, con la consigna de acabar sin miramientos con los “facciosos”. Guarda desembarcó en Islay y marchó a Arequipa, donde se unió con las fuerzas del general Fermín del Castillo. Antes de continuar la marcha hacia Tacna, ambos se encargaron de someter a los generales Juan Crisóstomo Torrico y Miguel de San Román, que se habían alzado en Puno. Firmada la capitulación, Torrico y San Román pasaron a Bolivia. Vivanco se irritó al conocer esta noticia, reprimiendo duramente a Guarda por no haber capturado y fusilado a los rebeldes.

## Combates de Pachía y San Antonio

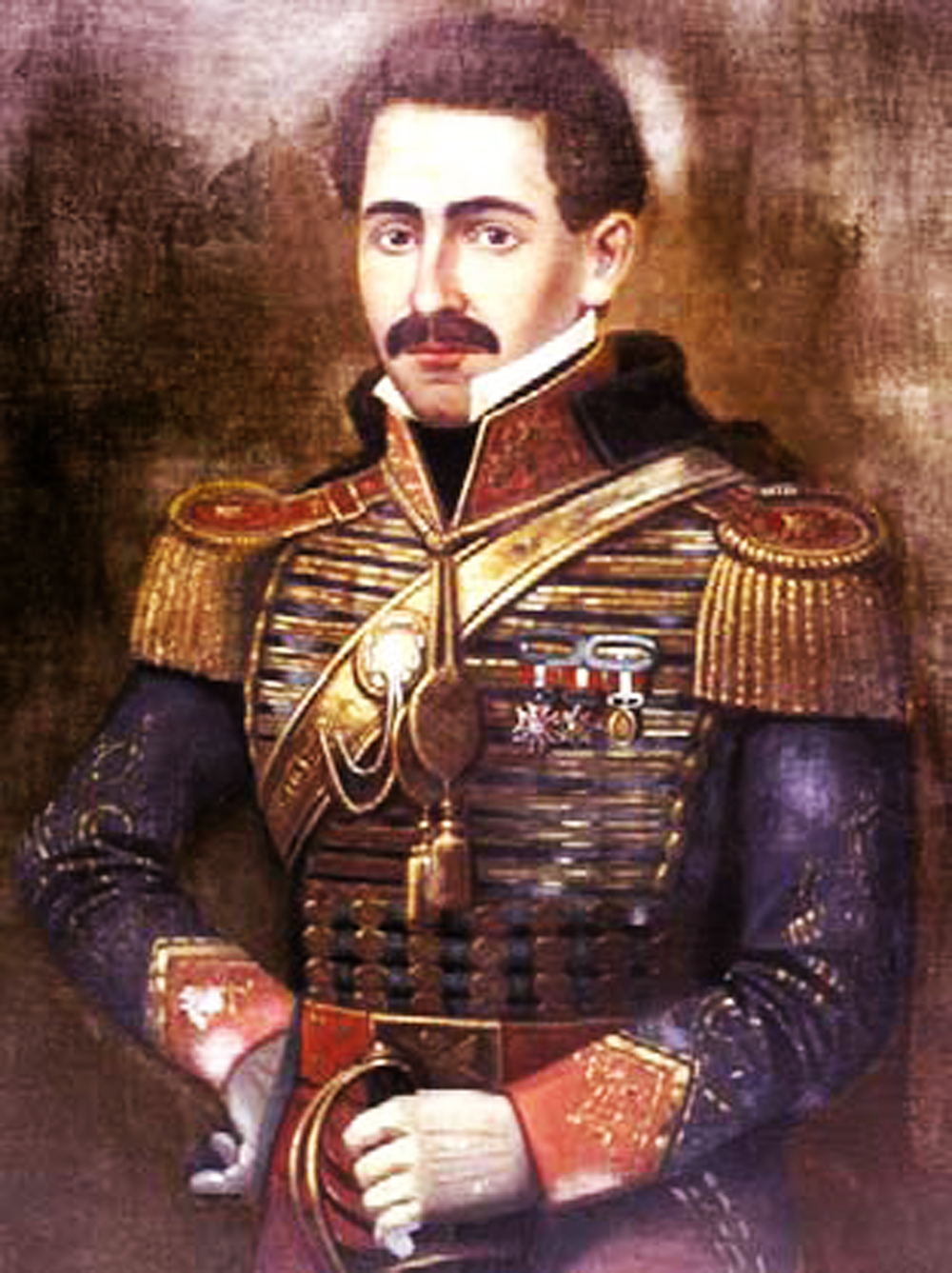
El mariscal Domingo Nieto.

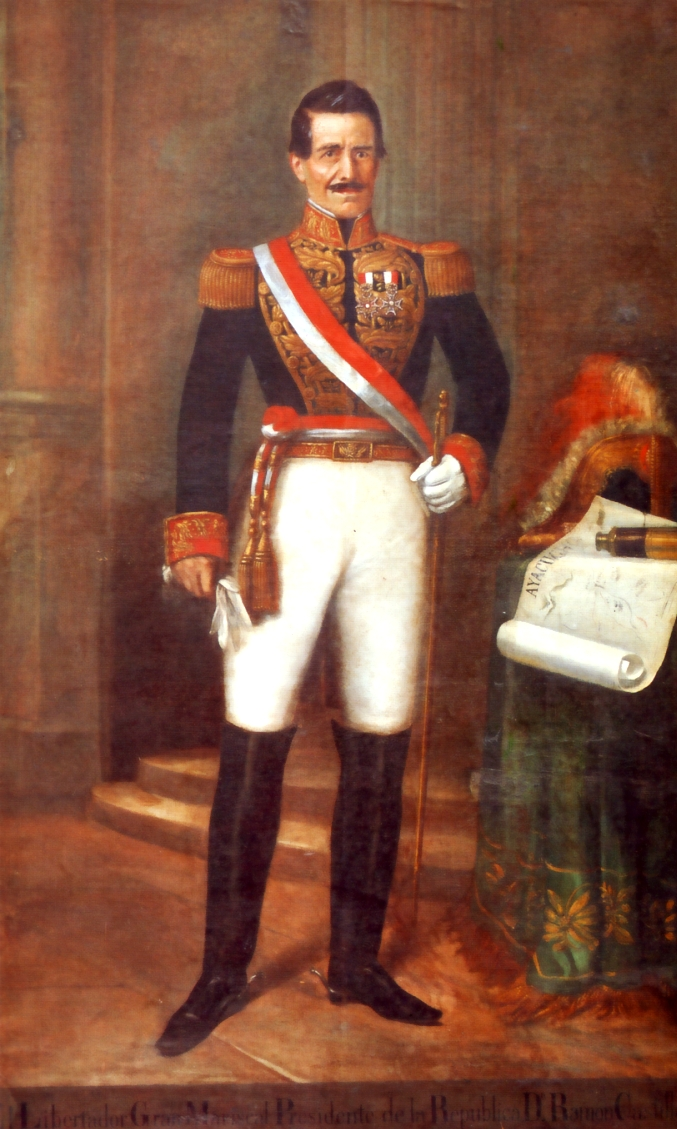
El mariscal Ramón Castilla.

Dispersados los rebeldes de Puno, las tropas directoriales avanzaron sobre Tacna. Nieto y Castilla, al frente de milicianos tacneños y moqueguanos, atrajeron con engaños al coronel Juan Francisco Balta, jefe vivanquista que con un pequeño destacamento se había alejado del grueso de su ejército. Se libró así el combate de Pachía, cerca de Tacna, el 29 de agosto de 1843. Nieto atacó a Balta, pero luego simuló retirarse para atraer a la caballería adversaria y a su jefe a un lugar distante de su infantería. Balta cayó en la trampa, lo que aprovechó Castilla para atacar a la infantería enemiga y tomar posiciones en un cementerio. A regresar Balta, recibió las descargas cerradas de los fusileros de Castilla, mientras que Nieto, dejando la farsa de su retirada, contraatacó por detrás. La hábil maniobra determinó la derrota de Balta, quien perdió más de 500 hombres, entre soldados y oficiales. 
Quedaban en pie las fuerzas de Guarda y Castillo, que sumaban unos 3.200 hombres Estas se encontraron con las fuerzas de Nieto y Castilla el 27 de octubre de 1843, en las cercanías de Moquegua. La acción, llamada combate de San Antonio, se inició en las alturas de Tumilaca, y los constitucionales forzaron a sus adversarios a pasar la noche sin agua y sobre las armas.  Al amanecer del día siguiente, Guarda hizo acampar a sus tropas cerca a un riachuelo. Atento a este movimiento, Castilla avanzó completamente solo al campo enemigo y entró en la tienda de Guarda, a quien le ofreció capitular (lo cual era solo una simulación). Tras ponerse de acuerdo en los términos de la capitulación, Castilla sugirió a Guarda que diera descanso a sus tropas para que fueran a beber al riachuelo. El mismo Castilla, saliendo de la tienda, se dirigió a estas tropas y con voz estentórea les ordenó: “Batallón: armar pabellones y al agua”. Los soldados de Guarda obedecieron, como si hubieran escuchado a su propio jefe. Fue entonces el momento oportuno para que entraran a actuar los soldados de Castilla, quienes avanzando al trote, rodearon la tienda de Guarda, mientras que Castilla ingresaba y tomaba del brazo al jefe vivanquista, diciéndole: “Es usted mi prisionero”. Los soldados de Guarda, como estaban desarmados, fueron fácilmente hechos prisioneros. Esta fue una gran victoria para los constitucionales, quienes, en su mayoría milicianos, sometieron a un ejército de soldados experimentados, superiores en número. Como consecuencia de esta victoria, la rebelión avanzó hasta Puno, Cuzco y Andahuaylas, consolidándose así en todo el sur peruano, a excepción de Arequipa, que se mantuvo inquebrantable en su lealtad a Vivanco. 

## La Junta de Gobierno Provisorio
El 3 de septiembre de 1843, los revolucionarios constituyeron en el Cuzco una Junta de Gobierno Provisional de los Departamentos Libres, cuya presidencia asumió Domingo Nieto. Lo integraron el general Ramón Castilla, el coronel Pedro Cisneros, el doctor José M. Coronel Zegarra y el coronel de la Guardia Nacional Nicolás Jacinto Chocano. Secretario y vocal suplente fue el coronel José Félix Iguaín. Sin duda, la figura representativa de los revolucionarios era el ilustre mariscal Nieto, quien mereció los apodos de “El Quijote de la Ley” y el “Mariscal greco-romano”, por su apego a las leyes y por su vasta cultura. Pero enfermó y falleció el 17 de febrero de 1844, víctima de un mal hepático. Como tal muerte se produjo de manera imprevista (Nieto contaba apenas con 40 años de edad), hubo quienes sospecharon un posible envenenamiento. Castilla reemplazó a Nieto en la presidencia de la Junta, pasando así a encabezar la revolución.
Vivanco, viendo que se complicaba su situación, marchó hacia Arequipa, donde contaba con apoyo masivo. 

## La Semana Magna

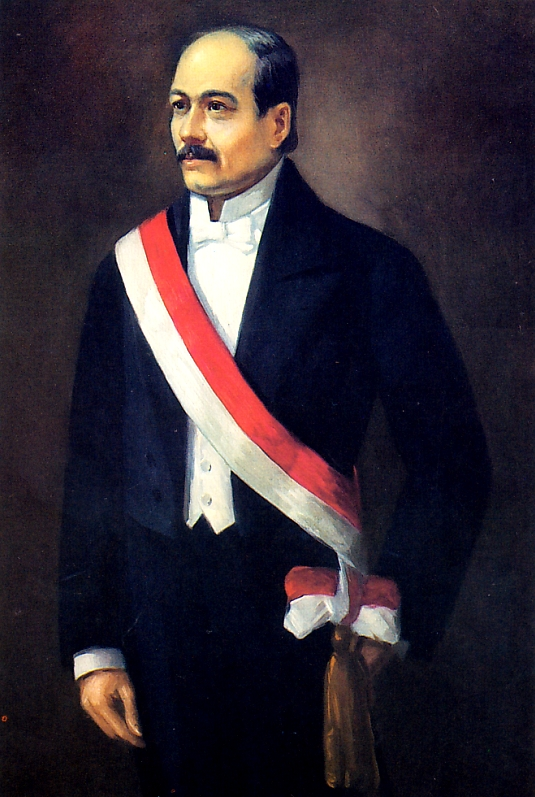
Domingo Elías.

Otro episodio de esta guerra fue la llamada Semana Magna de Lima. Todo se inició cuando el prefecto Domingo Elías (caudillo civil), hasta entonces leal a Vivanco, aprovechando la partida de este, se alzó contra el Directorio y se proclamó Jefe Político y Militar de la República (17 de junio de 1844). Acto seguido, Elías organizó la defensa de la capital ante la amenaza de las fuerzas vivanquistas comandadas por José Rufino Echenique, que avanzaban desde la sierra central. Toda Lima se movilizó para defenderse. Pero tras una semana de tensa espera, el ataque no se produjo porque Echenique, según lo dice este en sus memorias, fue puesto al conocimiento por Felipe Pardo y Aliaga de que Vivanco y Castilla se preparaban para un encuentro definitivo cerca de Arequipa, y por lo tanto ya no tenía sentido atacar Lima. Así finalizó la “Semana Magna”, un episodio recordado como una expresión de cansancio o disgusto de la población limeña frente al militarismo.

## Resistencia de Arequipa
Vivanco, que se hallaba efectivamente en Arequipa, ante la noticia de la defección de Elías quiso dimitir. Pero ante los ruegos de la multitud arequipeña desistió. Arequipa era muy adicta a su causa y se preparó para resistir el ataque de Castilla.
Castilla, reforzado con las fuerzas de Miguel de San Román, puso cerco a Arequipa. Hubo tiroteos por 16 días. Luego, en la noche del 21 de julio de 1844 Castilla tomó la ofensiva y avanzó sobre el flanco derecho de Vivanco, amaneciendo sobre Acequia Alta o Carmen Alto. 
Vivanco, a quien precedían varias partidas de montoneros, se situó en el pueblo de Cayma y estableció allí su línea, cediendo en esta parte la iniciativa al enemigo.

## La batalla de Carmen Alto
El escenario donde se libró la batalla final de la guerra civil es una llanura que baja suavemente desde las faldas de la cordillera y termina en el pueblo de Carmen Alto, situado entre Cayma y Yanahuara. Es un pueblo tranquilo y rodeado de paisajes maravillosos, desde donde se divisa a distancia la ciudad de Arequipa y la verde campiña circundante.
En dicha llanura se desplegó el ejército de Castilla, resguardado por los accidentes del terreno, y esperó el ataque de sus adversarios. Castilla asumió la dirección de sus tropas y nombró general en jefe al general Miguel de San Román y jefe de Estado Mayor al general Isidro Frisancho.
El deán Juan Gualberto Valdivia, historiador de las revoluciones de Arequipa, cuenta una anécdota, a propósito de esta batalla: afirma que Vivanco, al momento de librarse la lucha, se hallaba ocupado tratando de descifrar la inscripción del año en que había sido fundida la campana de la torre de la iglesia de Cayma, monumento de valor histórico. En ese lapso sufrió la derrota de Carmen Alto y perdió así el poder. Pero más creíble es la versión vivanquista, que sostiene que Vivanco estaba en el campanario de esa iglesia para observar el campo de operaciones y que había dispuesto que la batalla se librara al día siguiente, pero la imprudencia de uno de sus oficiales precipitó la lucha. 
En efecto, Vivanco ordenó a sus lugartenientes Juan Antonio Pezet, Ríos y Lopera que colocaran las tropas en posiciones aparentes para presentar la batalla al día siguiente. Pero Lopera se extralimitó en el cumplimiento de las órdenes y con el primer cuerpo que movió, inició el ataque sobre la línea enemiga. Cuando Vivanco y otros jefes que con él se hallaban a la distancia advirtieron el combate empeñado, decidieron marchar al escenario de lucha, pero ya era muy tarde: sus batallones habían sido destrozados (22 de julio de 1844). El mismo Pezet resultó gravemente herido. Al atardecer, Vivanco ordenó a sus tropas sobrevivientes abandonar el campo. Castilla suspendió la persecución a las siete de la noche y su ejército se concentró en Challapampa, donde esperó que amaneciese para entrar a la ciudad. 
A la mañana siguiente, Castilla entró en la ciudad y envió al doctor Juan Manuel Polar y Carasas para que tratara con Vivanco, ofreciéndole garantías. Vivanco, que se había situado a sus tropas en el panteón de la Apacheta, se negó a todo. Y en la noche de ese mismo día partió a todo galope hacia el puerto de Islay donde se embarcó en un vapor mercante. Llegó al Callao el 27 de julio, siendo apresado por Domingo Elías y desterrado a los pocos días a Chile. Poco antes, la escuadra se había sumado al bando vencedor.
Castilla se mostró magnánimo con los derrotados y no aplicó ninguna represión. Los arequipeños, que habían apoyado fervorosamente a Vivanco (como lo harían también en la guerra civil de 1856-1858), aceptaron el nuevo orden de cosas, en vista que su caudillo no demostraba interés en seguir la lucha y más bien fugó abandonando a sus tropas.

## Consecuencias
Vencedor en el campo de batalla, Castilla cumplió con restablecer la Constitución de 1839. En consecuencia, y tras breve interinato de Justo Figuerola, el presidente del Consejo de Estado Manuel Menéndez reasumió el mando supremo el 7 de octubre de 1844, con la misión de hacer el traspaso constitucional del poder.
Menéndez cumplió con llamar a elecciones populares para Presidente de la República. El vencedor fue Castilla, quien asumió el poder el 20 de abril de 1845. Este primer gobierno de Castilla (1845-1851), significó el comienzo de una etapa de calma institucional y la organización del Estado Peruano, luego de dos décadas de guerras y convulsiones intestinas.